# Machiel Brandenburg
Machiel Brandenburg (Rotterdam, 4 mei 1907 - Kaapstad, Zuid-Afrika, 30 mei 1984) was een Nederlands schilder en tekenaar.

## Leven en werk
Brandenburg studeerde aan de "Academie van Beeldende Kunsten en Technische Wetenschappen", nu de Willem de Kooning Academie, die hij in 1929 verliet.  
Hij werkte in 1933 in Rotterdam en vervolgens in Hilversum. In 1936 werd hij lid van de kunstenaarsvereniging Sint Lucas in Amsterdam.  Op 11 april 1953 emigreerde hij naar Plumstead in Zuid-Afrika. Daar maakte hij figuurvoorstellingen, landschappen, naaktfiguren, portretten en stillevens. Koningin Wilhelmina bezat veel werk van hem en was een van zijn leerlingen. Brandenburg schilderde ook wel in haar opdracht. In Kaapstad (Zuid-Afrika) was Ria van den Heever een leerling van hem.
Hij (Giel) was de 'beste' vriend van Wim Chabot. Na de verhuizing van Giel naar Hilversum werd de band losser. Toen hij vanuit Hilversum naar Zuid-Afrika emigreerde ging hij nog bij Wim Chabot langs om afscheid te nemen.

## Musea en collecties
Brandenburg is opgenomen in de volgende collecties:
- Museum Boijmans Van Beuningen te Rotterdam
- Stedelijk Museum te Amsterdam
- Van Abbemuseum te Eindhoven
- Paleis Het Loo
- Paleis Soestdijk

Veel van zijn werk is in particulier bezit in Nederland, Zuid-Afrika, de Verenigde Staten en Canada.